# Puchar Świata w biegach narciarskich 2015/2016
Sezon 2015/2016 Pucharu Świata w biegach narciarskich rozpoczął się 27 listopada w fińskiej Ruce podczas cyklu Ruka Triple 2015, a zakończył się 12 marca w kanadyjskim Canmore podczas cyklu Ski Tour Kanada 2016.
Obrończynią Pucharu Świata wśród kobiet była Norweżka Marit Bjørgen, która z powodu ciąży nie przystąpiła do rywalizacji, a wśród mężczyzn, jej rodak Martin Johnsrud Sundby. W tym sezonie natomiast, najlepszą wśród kobiet została również Norweżka Therese Johaug, a wśród mężczyzn najlepszym zawodnikiem okazał się Martin Johnsrud Sundby. W Pucharze Narodów w obu kategoriach triumfowali Norwegowie.
W sezonie tym odbyły się dwie ważne, juniorskie imprezy: zimowe igrzyska olimpijskie młodzieży w norweskim Lillehammer oraz mistrzostwa świata juniorów w narciarstwie klasycznym w rumuńskim Râșnovie.

## Zwycięzcy

### Kobiety

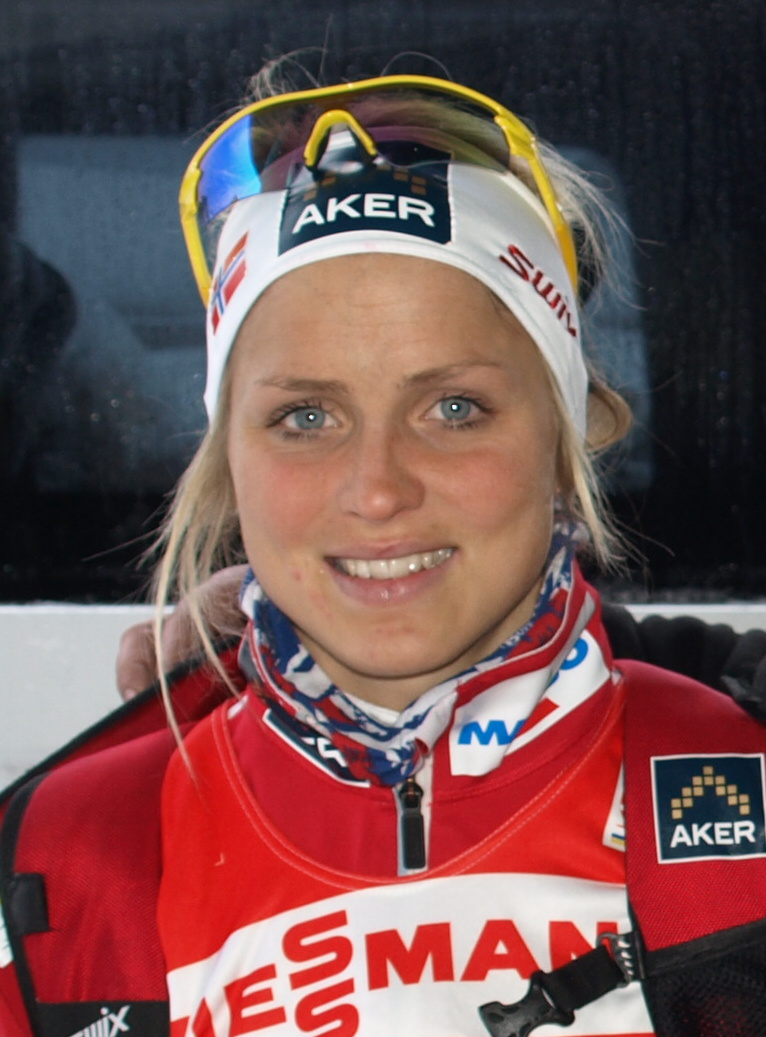
Therese Johaug – zwyciężczyni klasyfikacji generalnej Pucharu Świata, zwyciężczyni klasyfikacji biegów dystansowych, zwyciężczyni Tour de Ski, zwyciężczyni Ski Tour Kanada
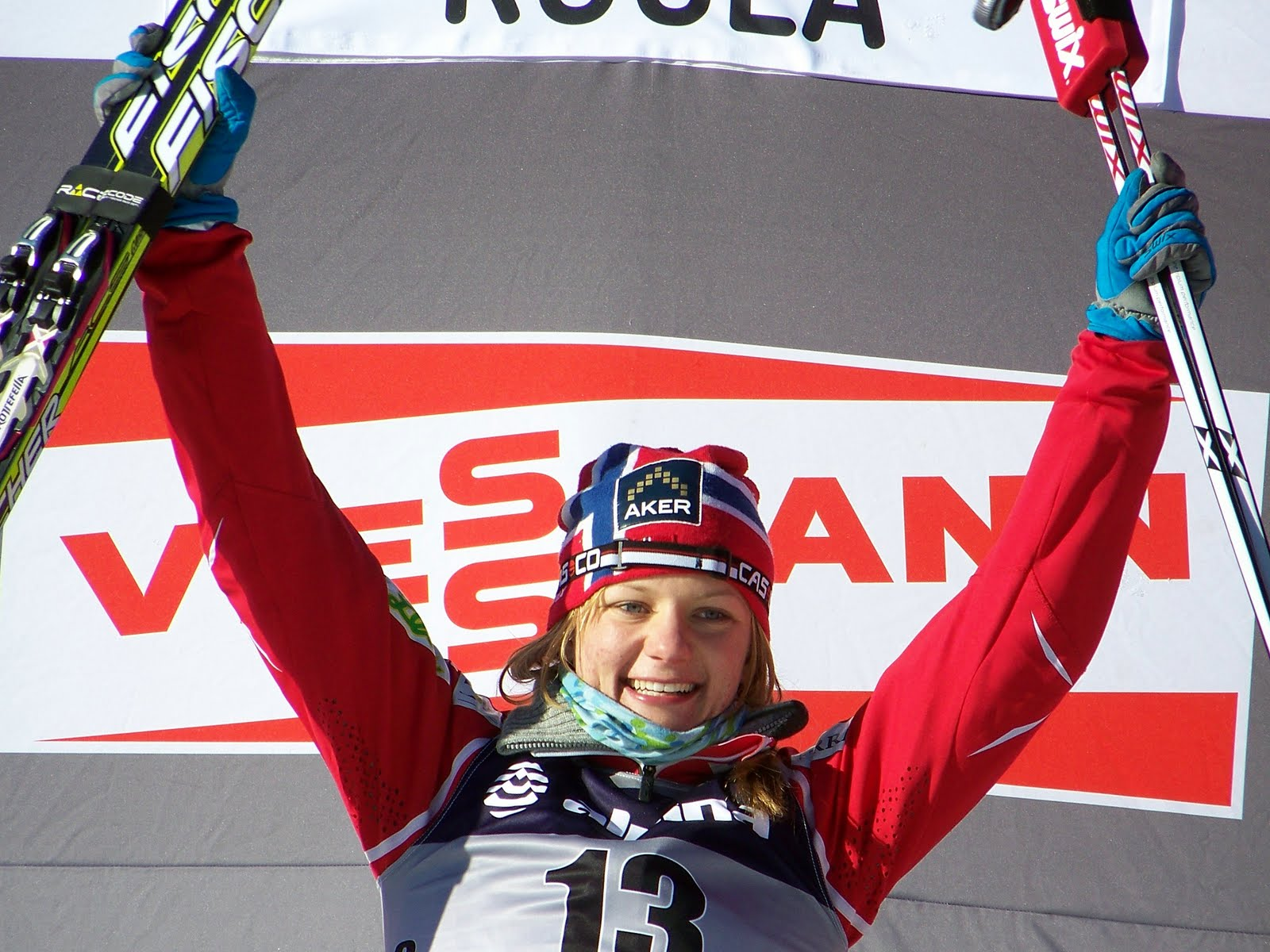
Maiken Caspersen Falla – zwyciężczyni klasyfikacji sprintów
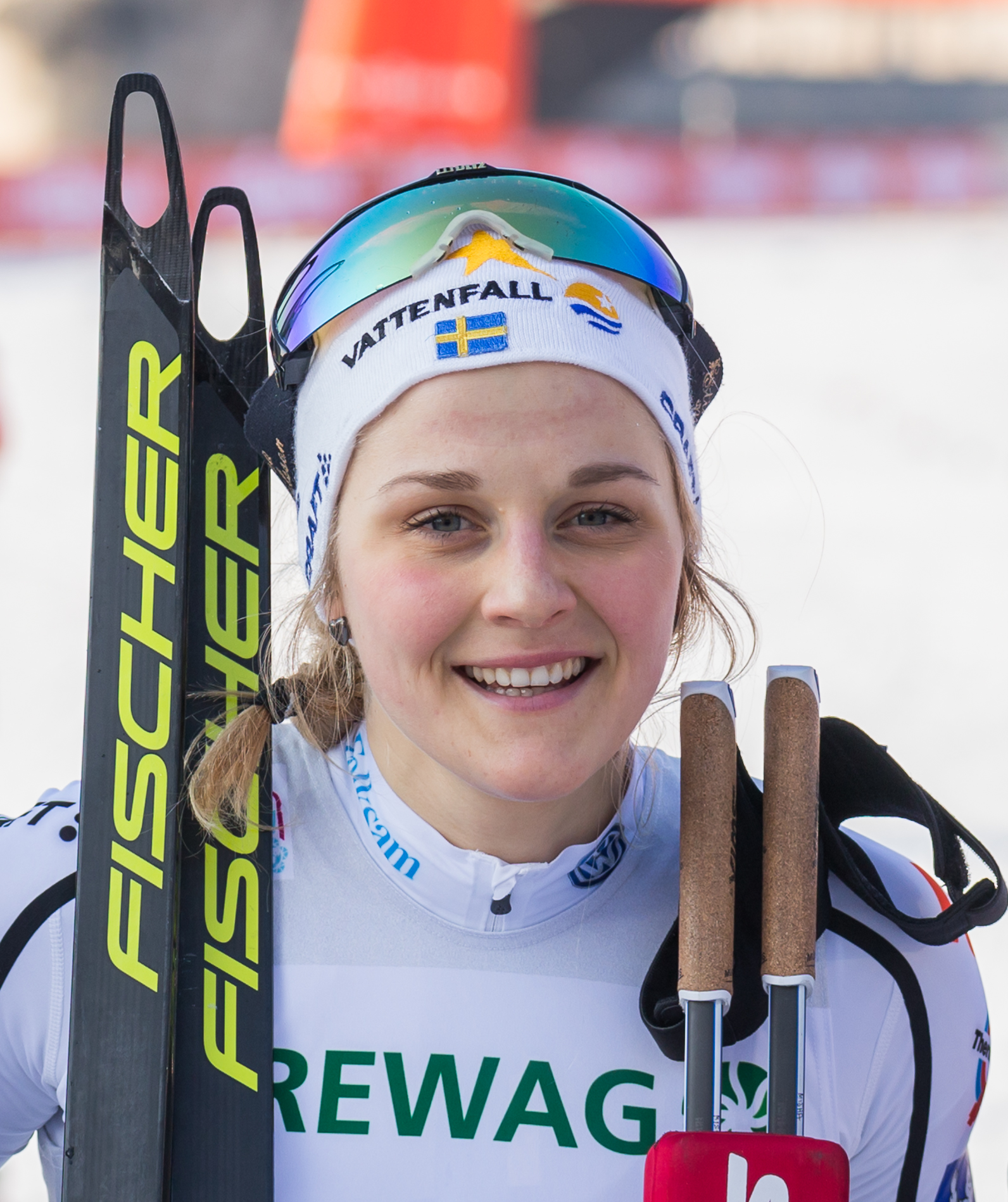
Stina Nilsson – zwyciężczyni klasyfikacji Helvetia U-23
Reprezentacja Norwegii – zwycięzca klasyfikacji Pucharu Narodów

### Mężczyźni

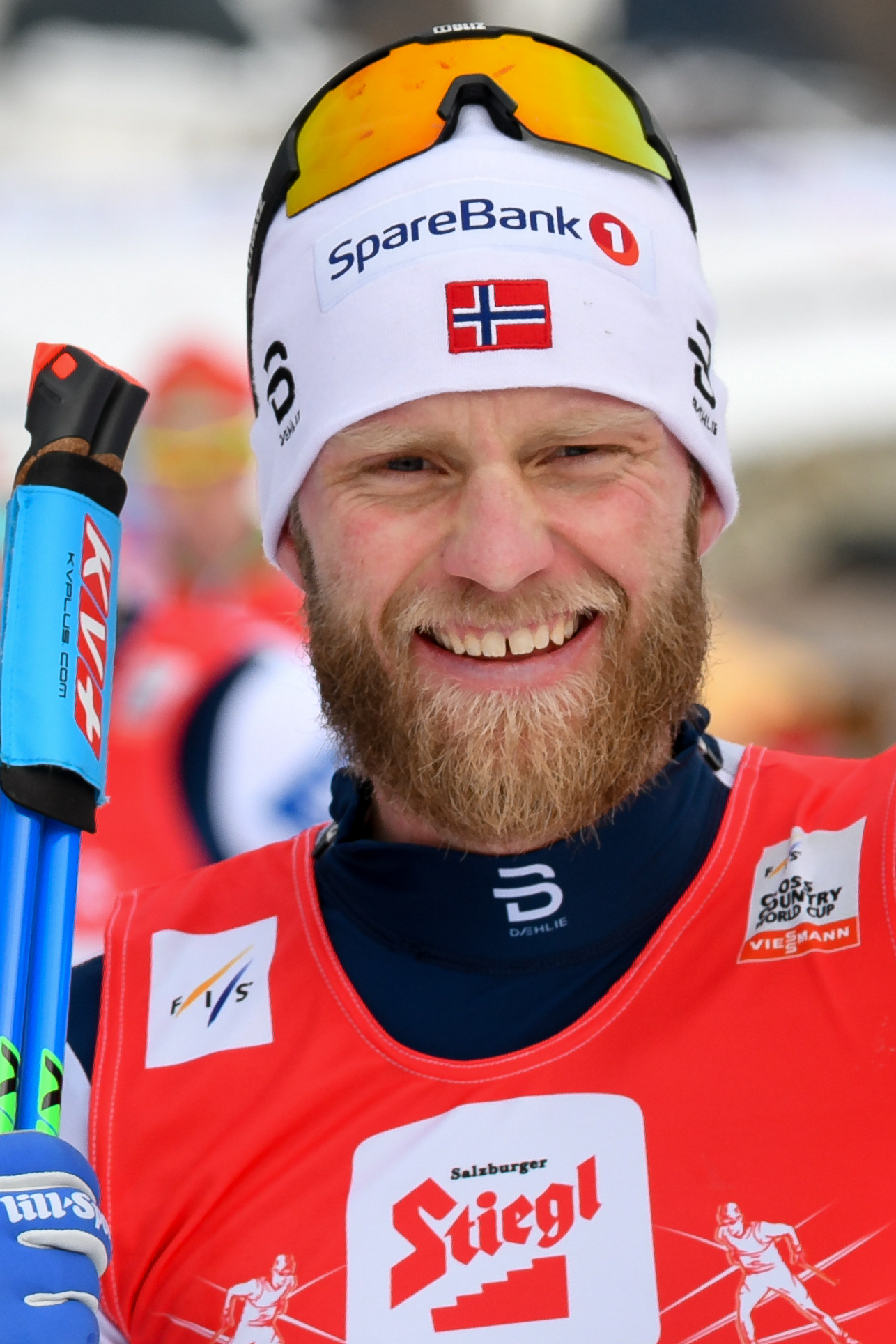
Martin Johnsrud Sundby – zwycięzca klasyfikacji generalnej Pucharu Świata, zwycięzca klasyfikacji biegów dystansowych, zwycięzca Tour de Ski, zwycięzca Ski Tour Kanada
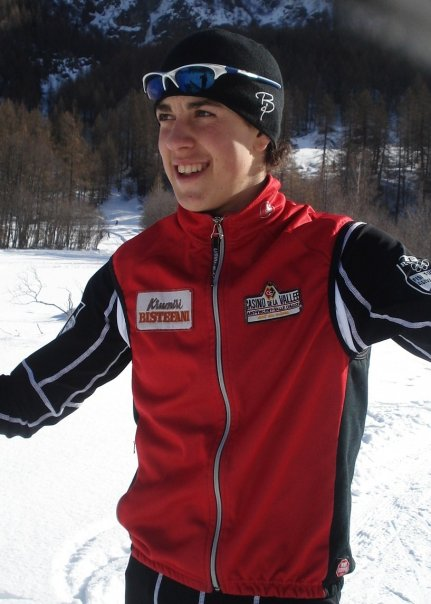
Federico Pellegrino – zwycięzca klasyfikacji sprintu
Francesco De Fabiani – zwycięzca klasyfikacji Helvetia U-23
Reprezentacja Norwegii – zwycięzca klasyfikacji Pucharu Narodów

## Kalendarz i wyniki

### Kobiety
| Lp.                                | Miejscowość                            | Dystans                                                 | Data                                   | Szczegóły | 1. miejsce                                                                                 | 2. miejsce                                                                                      | 3. miejsce                                                                                    |
| ---------------------------------- | -------------------------------------- | ------------------------------------------------------- | -------------------------------------- | --------- | ------------------------------------------------------------------------------------------ | ----------------------------------------------------------------------------------------------- | --------------------------------------------------------------------------------------------- |
| Ruka Triple (27–29 listopada 2015) |                                        |                                                         |                                        |           |                                                                                            |                                                                                                 |                                                                                               |
|                                    | Ruka                                   | Sprint s. klasycznym                                    | 27 listopada 2015                      | szczegóły | Maiken Caspersen Falla                                                                     | Stina Nilsson                                                                                   | Ragnhild Haga                                                                                 |
|                                    | Ruka                                   | 5 km s. dowolnym                                        | 28 listopada 2015                      | szczegóły | Therese Johaug                                                                             | Charlotte Kalla                                                                                 | Ida Ingemarsdotter                                                                            |
|                                    | Ruka                                   | 10 km s. klasycznym (bieg pościgowy)                    | 29 listopada 2015                      | szczegóły | Therese Johaug                                                                             | Stina Nilsson                                                                                   | Kerttu Niskanen                                                                               |
| 1.                                 | Ruka Triple – klasyfikacja końcowa     | Ruka Triple – klasyfikacja końcowa                      | Ruka Triple – klasyfikacja końcowa     | szczegóły | Therese Johaug                                                                             | Stina Nilsson                                                                                   | Ingvild Flugstad Østberg                                                                      |
| Zakończenie Ruka Triple            |                                        |                                                         |                                        |           |                                                                                            |                                                                                                 |                                                                                               |
| 2.                                 | Lillehammer                            | 15 km bieg łączony                                      | 5 grudnia 2015                         | szczegóły | Therese Johaug                                                                             | Heidi Weng                                                                                      | Charlotte Kalla                                                                               |
| 3.                                 | Lillehammer                            | Sztafeta 4×5 km                                         | 6 grudnia 2015                         | szczegóły | Norwegia I Maiken Caspersen Falla · Ingvild Flugstad Østberg · Therese Johaug · Heidi Weng | Finlandia Krista Pärmäkoski · Kerttu Niskanen · Laura Mononen · Anne Kyllönen                   | Stany Zjednoczone Rosie Brennan · Sadie Maubet Bjornsen · Elizabeth Stephen · Jessica Diggins |
| 4.                                 | Davos                                  | 15 km s. dowolnym                                       | 12 grudnia 2015                        | szczegóły | Therese Johaug                                                                             | Ingvild Flugstad Østberg                                                                        | Heidi Weng                                                                                    |
| 5.                                 | Davos                                  | Sprint s. dowolnym                                      | 13 grudnia 2015                        | szczegóły | Stina Nilsson                                                                              | Maiken Caspersen Falla                                                                          | Ingvild Flugstad Østberg                                                                      |
| 6.                                 | Toblach                                | Sprint s. dowolnym                                      | 19 grudnia 2015                        | szczegóły | Maiken Caspersen Falla                                                                     | Ingvild Flugstad Østberg                                                                        | Stina Nilsson                                                                                 |
| 7.                                 | Toblach                                | 10 km s. klasycznym                                     | 20 grudnia 2015                        | szczegóły | Therese Johaug                                                                             | Krista Pärmäkoski                                                                               | Ingvild Flugstad Østberg                                                                      |
| Tour de Ski (1–10 stycznia 2016)   |                                        |                                                         |                                        |           |                                                                                            |                                                                                                 |                                                                                               |
|                                    | Lenzerheide                            | Sprint s. dowolnym                                      | 1 stycznia 2016                        | szczegóły | Maiken Caspersen Falla                                                                     | Ida Ingemarsdotter                                                                              | Ingvild Flugstad Østberg                                                                      |
|                                    | Lenzerheide                            | 15 km s. klasycznym (start masowy)                      | 2 stycznia 2016                        | szczegóły | Therese Johaug                                                                             | Ingvild Flugstad Østberg                                                                        | Heidi Weng                                                                                    |
|                                    | Lenzerheide                            | 5 km s. dowolnym (bieg pościgowy)                       | 3 stycznia 2016                        | szczegóły | Ingvild Flugstad Østberg                                                                   | Therese Johaug                                                                                  | Heidi Weng                                                                                    |
|                                    | Oberstdorf                             | 10 km bieg łączony Sprint s. klasycznym                 | 5 stycznia 2016                        | szczegóły | Sophie Caldwell                                                                            | Heidi Weng                                                                                      | Ingvild Flugstad Østberg                                                                      |
|                                    | Oberstdorf                             | Sprint s. klasycznym 10 km s. klasycznym (start masowy) | 6 stycznia 2016                        | szczegóły | Therese Johaug                                                                             | Ingvild Flugstad Østberg                                                                        | Heidi Weng                                                                                    |
|                                    | Toblach                                | 5 km s. dowolnym                                        | 8 stycznia 2016                        | szczegóły | Jessica Diggins                                                                            | Heidi Weng                                                                                      | Ingvild Flugstad Østberg                                                                      |
|                                    | Val di Fiemme                          | 10 km s. klasycznym (start masowy)                      | 9 stycznia 2016                        | szczegóły | Heidi Weng                                                                                 | Ingvild Flugstad Østberg                                                                        | Therese Johaug                                                                                |
|                                    | Val di Fiemme                          | 9 km s. dowolnym (bieg pościgowy)                       | 10 stycznia 2016                       | szczegóły | Therese Johaug                                                                             | Heidi Weng                                                                                      | Elizabeth Stephen                                                                             |
| 8.                                 | Tour de Ski – klasyfikacja końcowa     | Tour de Ski – klasyfikacja końcowa                      | Tour de Ski – klasyfikacja końcowa     | szczegóły | Therese Johaug                                                                             | Ingvild Flugstad Østberg                                                                        | Heidi Weng                                                                                    |
| Zakończenie Tour de Ski            |                                        |                                                         |                                        |           |                                                                                            |                                                                                                 |                                                                                               |
| 9.                                 | Planica                                | Sprint s. dowolnym                                      | 16 stycznia 2016                       | szczegóły | Stina Nilsson                                                                              | Astrid Jacobsen                                                                                 | Heidi Weng                                                                                    |
| 10.                                | Planica                                | Sprint drużynowy s. dowolnym                            | 17 stycznia 2016                       | szczegóły | Szwecja I Ida Ingemarsdotter · Stina Nilsson                                               | Norwegia I Astrid Jacobsen · Heidi Weng                                                         | Niemcy I Sandra Ringwald · Hanna Kolb                                                         |
| 11.                                | Nové Město na Moravě                   | 10 km s. dowolnym                                       | 23 stycznia 2016                       | szczegóły | Therese Johaug                                                                             | Astrid Jacobsen                                                                                 | Jessica Diggins                                                                               |
| 12.                                | Nové Město na Moravě                   | Sztafeta 4×5 km                                         | 24 stycznia 2016                       | szczegóły | Norwegia Ingvild Flugstad Østberg · Heidi Weng · Therese Johaug · Astrid Jacobsen          | Stany Zjednoczone Sophie Caldwell · Sadie Maubet Bjornsen · Elizabeth Stephen · Jessica Diggins | Finlandia Anne Kyllönen · Krista Pärmäkoski · Riitta-Liisa Roponen · Kerttu Niskanen          |
| 13.                                | Drammen                                | Sprint s. klasycznym                                    | 3 lutego 2016                          | szczegóły | Maiken Caspersen Falla                                                                     | Ingvild Flugstad Østberg                                                                        | Natalja Matwiejewa                                                                            |
| 14.                                | Oslo                                   | 30 km s. klasycznym (start masowy)                      | 7 lutego 2016                          | szczegóły | Therese Johaug                                                                             | Ingvild Flugstad Østberg                                                                        | Anne Kyllönen                                                                                 |
| 15.                                | Sztokholm                              | Sprint s. klasycznym                                    | 11 lutego 2016                         | szczegóły | Maiken Caspersen Falla                                                                     | Ingvild Flugstad Østberg                                                                        | Stina Nilsson                                                                                 |
| 16.                                | Falun                                  | 5 km s. klasycznym                                      | 13 lutego 2016                         | szczegóły | Therese Johaug                                                                             | Heidi Weng                                                                                      | Ingvild Flugstad Østberg                                                                      |
| 17.                                | Falun                                  | 10 km s. dowolnym (start masowy)                        | 14 lutego 2016                         | szczegóły | Therese Johaug                                                                             | Heidi Weng                                                                                      | Astrid Jacobsen                                                                               |
| 18.                                | Lahti                                  | Sprint s. dowolnym                                      | 20 lutego 2016                         | szczegóły | Maiken Caspersen Falla                                                                     | Jessica Diggins                                                                                 | Heidi Weng                                                                                    |
| 19.                                | Lahti                                  | 15 km bieg łączony                                      | 21 lutego 2016                         | szczegóły | Therese Johaug                                                                             | Heidi Weng                                                                                      | Ingvild Flugstad Østberg                                                                      |
| Ski Tour Kanada (1–12 marca 2016)  |                                        |                                                         |                                        |           |                                                                                            |                                                                                                 |                                                                                               |
|                                    | Gatineau                               | Sprint s. dowolnym                                      | 1 marca 2016                           | szczegóły | Maiken Caspersen Falla                                                                     | Stina Nilsson                                                                                   | Jessica Diggins                                                                               |
|                                    | Montreal                               | 10,5 km s. klasycznym (start masowy)                    | 2 marca 2016                           | szczegóły | Therese Johaug                                                                             | Heidi Weng                                                                                      | Astrid Jacobsen                                                                               |
|                                    | Quebec                                 | Sprint s. dowolnym                                      | 4 marca 2016                           | szczegóły | Stina Nilsson                                                                              | Maiken Caspersen Falla                                                                          | Heidi Weng                                                                                    |
|                                    | Quebec                                 | 10 km s. dowolnym (bieg pościgowy)                      | 5 marca 2016                           | szczegóły | Heidi Weng                                                                                 | Therese Johaug                                                                                  | Astrid Jacobsen                                                                               |
|                                    | Canmore                                | Sprint s. klasycznym                                    | 8 marca 2016                           | szczegóły | Maiken Caspersen Falla                                                                     | Astrid Jacobsen                                                                                 | Ingvild Flugstad Østberg                                                                      |
|                                    | Canmore                                | 15 km bieg łączony                                      | 9 marca 2016                           | szczegóły | Heidi Weng                                                                                 | Therese Johaug                                                                                  | Astrid Jacobsen                                                                               |
|                                    | Canmore                                | 10 km s. dowolnym                                       | 11 marca 2016                          | szczegóły | Ingvild Flugstad Østberg                                                                   | Heidi Weng                                                                                      | Krista Pärmäkoski                                                                             |
|                                    | Canmore                                | 10 km s. klasycznym (bieg pościgowy)                    | 12 marca 2016                          | szczegóły | Krista Pärmäkoski                                                                          | Therese Johaug                                                                                  | Jessica Diggins                                                                               |
| 20.                                | Ski Tour Kanada – klasyfikacja końcowa | Ski Tour Kanada – klasyfikacja końcowa                  | Ski Tour Kanada – klasyfikacja końcowa | szczegóły | Therese Johaug                                                                             | Heidi Weng                                                                                      | Ingvild Flugstad Østberg                                                                      |
| Zakończenie Ski Tour Kanada        |                                        |                                                         |                                        |           |                                                                                            |                                                                                                 |                                                                                               |
| Zakończenie Sezonu 2015/2016       |                                        |                                                         |                                        |           |                                                                                            |                                                                                                 |                                                                                               |

### Mężczyźni
| Lp.                                | Miejscowość                            | Dystans                                                 | Data                                   | Szczegóły | 1. miejsce                                                                                 | 2. miejsce                                                                                        | 3. miejsce                                                                         |
| ---------------------------------- | -------------------------------------- | ------------------------------------------------------- | -------------------------------------- | --------- | ------------------------------------------------------------------------------------------ | ------------------------------------------------------------------------------------------------- | ---------------------------------------------------------------------------------- |
| Ruka Triple (27–29 listopada 2015) |                                        |                                                         |                                        |           |                                                                                            |                                                                                                   |                                                                                    |
|                                    | Ruka                                   | Sprint s. klasycznym                                    | 27 listopada 2015                      | szczegóły | Sondre Turvoll Fossli                                                                      | Eirik Brandsdal                                                                                   | Petter Northug                                                                     |
|                                    | Ruka                                   | 10 km s. dowolnym                                       | 28 listopada 2015                      | szczegóły | Martin Johnsrud Sundby                                                                     | Alex Harvey                                                                                       | Dario Cologna                                                                      |
|                                    | Ruka                                   | 15 km s. klasycznym (bieg pościgowy)                    | 29 listopada 2015                      | szczegóły | Niklas Dyrhaug                                                                             | Martin Johnsrud Sundby                                                                            | Sjur Røthe                                                                         |
| 1.                                 | Ruka Triple – klasyfikacja końcowa     | Ruka Triple – klasyfikacja końcowa                      | Ruka Triple – klasyfikacja końcowa     | szczegóły | Martin Johnsrud Sundby                                                                     | Petter Northug                                                                                    | Finn Hågen Krogh                                                                   |
| Zakończenie Ruka Triple            |                                        |                                                         |                                        |           |                                                                                            |                                                                                                   |                                                                                    |
| 2.                                 | Lillehammer                            | 30 km bieg łączony                                      | 5 grudnia 2015                         | szczegóły | Martin Johnsrud Sundby                                                                     | Niklas Dyrhaug                                                                                    | Hans Christer Holund                                                               |
| 3.                                 | Lillehammer                            | Sztafeta 4×7,5 km                                       | 6 grudnia 2015                         | szczegóły | Norwegia I Niklas Dyrhaug · Hans Christer Holund · Martin Johnsrud Sundby · Petter Northug | Norwegia III Martin Løwstrøm Nyenget · Mathias Rundgreen · Simen Andreas Sveen · Finn Hågen Krogh | Norwegia II Emil Iversen · Didrik Tønseth · Sjur Røthe · Anders Gløersen           |
| 4.                                 | Davos                                  | 30 km s. dowolnym                                       | 12 grudnia 2015                        | szczegóły | Martin Johnsrud Sundby                                                                     | Maurice Manificat                                                                                 | Anders Gløersen                                                                    |
| 5.                                 | Davos                                  | Sprint s. dowolnym                                      | 13 grudnia 2015                        | szczegóły | Federico Pellegrino                                                                        | Baptiste Gros                                                                                     | Sondre Turvoll Fossli                                                              |
| 6.                                 | Toblach                                | Sprint s. dowolnym                                      | 19 grudnia 2015                        | szczegóły | Federico Pellegrino                                                                        | Simi Hamilton                                                                                     | Andrew Young                                                                       |
| 7.                                 | Toblach                                | 15 km s. klasycznym                                     | 20 grudnia 2015                        | szczegóły | Martin Johnsrud Sundby                                                                     | Aleksandr Biessmiertnych                                                                          | Sjur Røthe                                                                         |
| Tour de Ski (1–10 stycznia 2016)   |                                        |                                                         |                                        |           |                                                                                            |                                                                                                   |                                                                                    |
|                                    | Lenzerheide                            | Sprint s. dowolnym                                      | 1 stycznia 2016                        | szczegóły | Federico Pellegrino                                                                        | Siergiej Ustiugow                                                                                 | Finn Hågen Krogh                                                                   |
|                                    | Lenzerheide                            | 30 km s. klasycznym (start masowy)                      | 2 stycznia 2016                        | szczegóły | Martin Johnsrud Sundby                                                                     | Petter Northug                                                                                    | Didrik Tønseth                                                                     |
|                                    | Lenzerheide                            | 10 km s. dowolnym (bieg pościgowy)                      | 3 stycznia 2016                        | szczegóły | Martin Johnsrud Sundby                                                                     | Petter Northug                                                                                    | Finn Hågen Krogh                                                                   |
|                                    | Oberstdorf                             | 20 km bieg łączony Sprint s. klasycznym                 | 5 stycznia 2016                        | szczegóły | Emil Iversen                                                                               | Siergiej Ustiugow                                                                                 | Aleksiej Połtoranin                                                                |
|                                    | Oberstdorf                             | Sprint s. klasycznym 15 km s. klasycznym (start masowy) | 6 stycznia 2016                        | szczegóły | Aleksiej Połtoranin                                                                        | Dario Cologna                                                                                     | Francesco De Fabiani                                                               |
|                                    | Toblach                                | 10 km s. dowolnym                                       | 8 stycznia 2016                        | szczegóły | Finn Hågen Krogh                                                                           | Martin Johnsrud Sundby                                                                            | Maurice Manificat                                                                  |
|                                    | Val di Fiemme                          | 15 km s. klasycznym (start masowy)                      | 9 stycznia 2016                        | szczegóły | Martin Johnsrud Sundby                                                                     | Niklas Dyrhaug                                                                                    | Aleksiej Połtoranin                                                                |
|                                    | Val di Fiemme                          | 9 km s. dowolnym (bieg pościgowy)                       | 10 stycznia 2016                       | szczegóły | Martin Johnsrud Sundby                                                                     | Robin Duvillard                                                                                   | Matti Heikkinen                                                                    |
| 8.                                 | Tour de Ski – klasyfikacja końcowa     | Tour de Ski – klasyfikacja końcowa                      | Tour de Ski – klasyfikacja końcowa     | szczegóły | Martin Johnsrud Sundby                                                                     | Finn Hågen Krogh                                                                                  | Siergiej Ustiugow                                                                  |
| Zakończenie Tour de Ski            |                                        |                                                         |                                        |           |                                                                                            |                                                                                                   |                                                                                    |
| 9.                                 | Planica                                | Sprint s. dowolnym                                      | 16 stycznia 2016                       | szczegóły | Federico Pellegrino                                                                        | Baptiste Gros                                                                                     | Richard Jouve                                                                      |
| 10.                                | Planica                                | Sprint drużynowy s. dowolnym                            | 17 stycznia 2016                       | szczegóły | Włochy I Dietmar Nöckler · Federico Pellegrino                                             | Francja I Renaud Jay · Baptiste Gros                                                              | Francja II Valentin Chauvin · Richard Jouve                                        |
| 11.                                | Nové Město na Moravě                   | 15 km s. dowolnym                                       | 23 stycznia 2016                       | szczegóły | Maurice Manificat                                                                          | Martin Johnsrud Sundby                                                                            | Siergiej Ustiugow                                                                  |
| 12.                                | Nové Město na Moravě                   | Sztafeta 4×7,5 km                                       | 24 stycznia 2016                       | szczegóły | Norwegia I Sjur Røthe · Martin Johnsrud Sundby · Mathias Rundgreen · Finn Hågen Krogh      | Rosja I Jewgienij Biełow · Aleksandr Legkow · Aleksiej Czerwotkin · Siergiej Ustiugow             | Włochy Dietmar Nöckler · Francesco De Fabiani · Roland Clara · Federico Pellegrino |
| 13.                                | Drammen                                | Sprint s. klasycznym                                    | 3 lutego 2016                          | szczegóły | Petter Northug                                                                             | Ola Vigen Hattestad                                                                               | Eirik Brandsdal                                                                    |
| 14.                                | Oslo                                   | 50 km s. klasycznym (start masowy)                      | 6 lutego 2016                          | szczegóły | Martin Johnsrud Sundby                                                                     | Niklas Dyrhaug                                                                                    | Maksim Wylegżanin                                                                  |
| 15.                                | Sztokholm                              | Sprint s. klasycznym                                    | 11 lutego 2016                         | szczegóły | Nikita Kriukow                                                                             | Ola Vigen Hattestad                                                                               | Petter Northug                                                                     |
| 16.                                | Falun                                  | 10 km s. klasycznym                                     | 13 lutego 2016                         | szczegóły | Maksim Wylegżanin                                                                          | Aleksandr Biessmiertnych                                                                          | Maurice Manificat                                                                  |
| 17.                                | Falun                                  | 15 km s. dowolnym (start masowy)                        | 14 lutego 2016                         | szczegóły | Siergiej Ustiugow                                                                          | Francesco De Fabiani                                                                              | Martin Johnsrud Sundby                                                             |
| 18.                                | Lahti                                  | Sprint s. dowolnym                                      | 20 lutego 2016                         | szczegóły | Emil Iversen                                                                               | Finn Hågen Krogh                                                                                  | Petter Northug                                                                     |
| 19.                                | Lahti                                  | 30 km bieg łączony                                      | 21 lutego 2016                         | szczegóły | Martin Johnsrud Sundby                                                                     | Finn Hågen Krogh                                                                                  | Hans Christer Holund                                                               |
| Ski Tour Kanada (1–12 marca 2016)  |                                        |                                                         |                                        |           |                                                                                            |                                                                                                   |                                                                                    |
|                                    | Gatineau                               | Sprint s. dowolnym                                      | 1 marca 2016                           | szczegóły | Siergiej Ustiugow                                                                          | Richard Jouve                                                                                     | Simeon Hamilton                                                                    |
|                                    | Montreal                               | 17,5 km s. klasycznym (start masowy)                    | 2 marca 2016                           | szczegóły | Emil Iversen                                                                               | Petter Northug                                                                                    | Siergiej Ustiugow                                                                  |
|                                    | Quebec                                 | Sprint s. dowolnym                                      | 4 marca 2016                           | szczegóły | Baptiste Gros                                                                              | Alex Harvey                                                                                       | Siergiej Ustiugow                                                                  |
|                                    | Quebec                                 | 15 km s. dowolnym (bieg pościgowy)                      | 5 marca 2016                           | szczegóły | Siergiej Ustiugow                                                                          | Petter Northug                                                                                    | Emil Iversen                                                                       |
|                                    | Canmore                                | Sprint s. klasycznym                                    | 8 marca 2016                           | szczegóły | Federico Pellegrino                                                                        | Eirik Brandsdal                                                                                   | Maurice Manificat                                                                  |
|                                    | Canmore                                | 30 km bieg łączony                                      | 9 marca 2016                           | szczegóły | Martin Johnsrud Sundby                                                                     | Siergiej Ustiugow                                                                                 | Matti Heikkinen                                                                    |
|                                    | Canmore                                | 15 km s. dowolnym                                       | 11 marca 2016                          | szczegóły | Matti Heikkinen                                                                            | Jewgienij Biełow                                                                                  | Marcus Hellner                                                                     |
|                                    | Canmore                                | 15 km s. klasycznym (bieg pościgowy)                    | 12 marca 2016                          | szczegóły | Maurice Manificat                                                                          | Matti Heikkinen                                                                                   | Martin Johnsrud Sundby                                                             |
| 20.                                | Ski Tour Kanada – klasyfikacja końcowa | Ski Tour Kanada – klasyfikacja końcowa                  | Ski Tour Kanada – klasyfikacja końcowa | szczegóły | Martin Johnsrud Sundby                                                                     | Siergiej Ustiugow                                                                                 | Petter Northug                                                                     |
| Zakończenie Ski Tour Kanada        |                                        |                                                         |                                        |           |                                                                                            |                                                                                                   |                                                                                    |
| Zakończenie Sezonu 2015/2016       |                                        |                                                         |                                        |           |                                                                                            |                                                                                                   |                                                                                    |

## Klasyfikacje

### Kobiety
| Lp. | Zawodniczka              | Punkty |
| --- | ------------------------ | ------ |
| 1.  | Therese Johaug           | 2681   |
| 2.  | Ingvild Flugstad Østberg | 2302   |
| 3.  | Heidi Weng               | 2172   |
| 4.  | Krista Pärmäkoski        | 1335   |
| 5.  | Charlotte Kalla          | 1217   |
| 6.  | Maiken Caspersen Falla   | 1151   |
| 7.  | Astrid Jacobsen          | 1142   |
| 8.  | Jessica Diggins          | 1128   |
| 9.  | Kerttu Niskanen          | 1120   |
| 10. | Anne Kyllönen            | 1025   |
| ... |                          |        |
| 16. | Justyna Kowalczyk        | 598    |

| Lp. | Zawodniczka              | Punkty |
| --- | ------------------------ | ------ |
| 1.  | Therese Johaug           | 1533   |
| 2.  | Heidi Weng               | 1145   |
| 3.  | Ingvild Flugstad Østberg | 976    |
| 4.  | Charlotte Kalla          | 730    |
| 5.  | Krista Pärmäkoski        | 664    |
| 6.  | Kerttu Niskanen          | 638    |
| 7.  | Anne Kyllönen            | 602    |
| 8.  | Astrid Jacobsen          | 555    |
| 9.  | Jessica Diggins          | 547    |
| 10. | Ragnhild Haga            | 470    |
| ... |                          |        |
| 13. | Justyna Kowalczyk        | 350    |

| Lp. | Zawodniczka              | Punkty |
| --- | ------------------------ | ------ |
| 1.  | Maiken Caspersen Falla   | 726    |
| 2.  | Ingvild Flugstad Østberg | 646    |
| 3.  | Stina Nilsson            | 602    |
| 4.  | Heidi Weng               | 409    |
| 5.  | Astrid Jacobsen          | 355    |
| 6.  | Ida Ingemarsdotter       | 321    |
| 7.  | Sophie Caldwell          | 303    |
| 8.  | Jessica Diggins          | 297    |
| 9.  | Krista Pärmäkoski        | 279    |
| 10. | Sandra Ringwald          | 248    |
| ... |                          |        |
| 35. | Justyna Kowalczyk        | 52     |

| Lp. | Zawodniczka             | Punkty |
| --- | ----------------------- | ------ |
| 1.  | Stina Nilsson           | 995    |
| 2.  | Nathalie von Siebenthal | 518    |
| 3.  | Teresa Stadlober        | 486    |
| 4.  | Petra Nováková          | 322    |
| 5.  | Julija Biełorukowa      | 125    |
| 6.  | Anamarija Lampič        | 85     |
| 7.  | Nika Razinger           | 68     |
| 8.  | Darja Storożyłowa       | 67     |
| 9.  | Jonna Sundling          | 56     |
| 10. | Nadine Fähndrich        | 44     |

### Mężczyźni
| Lp. | Zawodnik               | Punkty |
| --- | ---------------------- | ------ |
| 1.  | Martin Johnsrud Sundby | 2634   |
| 2.  | Petter Northug         | 1602   |
| 3.  | Finn Hågen Krogh       | 1584   |
| 4.  | Siergiej Ustiugow      | 1479   |
| 5.  | Maurice Manificat      | 1131   |
| 6.  | Niklas Dyrhaug         | 995    |
| 7.  | Alex Harvey            | 889    |
| 8.  | Emil Iversen           | 874    |
| 9.  | Didrik Tønseth         | 871    |
| 10. | Hans Christer Holund   | 834    |
| ... |                        |        |
| 65. | Maciej Staręga         | 91     |

| Lp. | Zawodnik               | Punkty |
| --- | ---------------------- | ------ |
| 1.  | Martin Johnsrud Sundby | 1444   |
| 2.  | Maurice Manificat      | 763    |
| 3.  | Niklas Dyrhaug         | 729    |
| 4.  | Finn Hågen Krogh       | 614    |
| 5.  | Siergiej Ustiugow      | 605    |
| 6.  | Didrik Tønseth         | 604    |
| 7.  | Hans Christer Holund   | 572    |
| 8.  | Petter Northug         | 526    |
| 9.  | Maksim Wylegżanin      | 488    |
| 10. | Aleksandr Legkow       | 480    |

| Lp. | Zawodnik              | Punkty |
| --- | --------------------- | ------ |
| 1.  | Federico Pellegrino   | 553    |
| 2.  | Petter Northug        | 476    |
| 3.  | Finn Hågen Krogh      | 414    |
| 4.  | Baptiste Gros         | 324    |
| 5.  | Eirik Brandsdal       | 307    |
| 6.  | Siergiej Ustiugow     | 294    |
| 7.  | Ola Vigen Hattestad   | 291    |
| 8.  | Sondre Turvoll Fossli | 268    |
| 9.  | Emil Iversen          | 244    |
| 10. | Simeon Hamilton       | 222    |
| ... |                       |        |
| 29. | Maciej Staręga        | 91     |

| Lp. | Zawodnik              | Punkty |
| --- | --------------------- | ------ |
| 1.  | Francesco De Fabiani  | 717    |
| 2.  | Sondre Turvoll Fossli | 268    |
| 3.  | Richard Jouve         | 174    |
| 4.  | Oskar Svensson        | 135    |
| 5.  | Håvard Solås Taugbøl  | 108    |
| 6.  | Simen Hegstad Krüger  | 81     |
| 7.  | Roman Schaad          | 55     |
| 8.  | Even Northug          | 44     |
| 9.  | Aleksiej Czerwotkin   | 40     |
| 10. | Lucas Chanavat        | 35     |

### Puchar Narodów
| Lp. | Państwo           | Punkty |
| --- | ----------------- | ------ |
| 1.  | Norwegia          | 24324  |
| 2.  | Rosja             | 6743   |
| 3.  | Finlandia         | 6247   |
| 4.  | Szwecja           | 6039   |
| 5.  | Niemcy            | 3532   |
| 6.  | Stany Zjednoczone | 3525   |
| 7.  | Francja           | 2916   |
| 8.  | Włochy            | 2549   |
| 9.  | Szwajcaria        | 2144   |
| 10. | Kanada            | 1659   |
| ... |                   |        |
| 12. | Polska            | 781    |

| Lp. | Państwo           | Punkty |
| --- | ----------------- | ------ |
| 1.  | Norwegia          | 11688  |
| 2.  | Finlandia         | 4731   |
| 3.  | Szwecja           | 4671   |
| 4.  | Stany Zjednoczone | 2908   |
| 5.  | Niemcy            | 2508   |
| 6.  | Rosja             | 1054   |
| 7.  | Szwajcaria        | 860    |
| 8.  | Włochy            | 636    |
| 9.  | Polska            | 598    |
| 10. | Słowenia          | 579    |

| Lp. | Państwo    | Punkty |
| --- | ---------- | ------ |
| 1.  | Norwegia   | 12546  |
| 2.  | Rosja      | 5689   |
| 3.  | Francja    | 2840   |
| 4.  | Włochy     | 1913   |
| 5.  | Kanada     | 1561   |
| 6.  | Finlandia  | 1516   |
| 7.  | Szwecja    | 1368   |
| 8.  | Szwajcaria | 1284   |
| 9.  | Niemcy     | 1024   |
| 10. | Kazachstan | 830    |
| ... |            |        |
| 15. | Polska     | 183    |

## Wyniki Polaków

### Kobiety
| Zawodniczka | Ruka 27.11 (SP C) | Ruka 28.11 (5 km F) | Ruka 29.11 (10 km C) | RT | Lillehammer 5.12 (2×7,5 km) | Davos 12.12 (15 km F) | Davos 13.12 (SP F) | Toblach 19.12 (SP F) | Toblach 20.12 (10 km C) | Lenzerheide 1.01 (SP F) | Lenzerheide 2.01 (15 km C) | Lenzerheide 3.01 (5 km F) | Oberstdorf 5.01 (SP C) | Oberstdorf 6.01 (10 km C) | Toblach 8.01 (5 km F) | Val di Fiemme 9.01 (10 km C) | Val di Fiemme 10.01 (9 km F) | TdS | Planica 16.01 (SP F) | Nové Město na Moravě 23.01 (10 km F) | Drammen 3.02 (SP C) | Oslo 7.02 (30 km C) | Sztokholm 11.02 (SP C) | Falun 13.02 (5 km C) | Falun 14.02 (10 km F) | Lahti 20.02 (SP F) | Lahti 21.02 (2×7,5 km) | Gatineau 1.03 (SP F) | Montreal 2.03 (10,5 km C) | Quebec 4.03 (SP F) | Quebec 5.03 (10 km F) | Canmore 8.03 (SP C) | Canmore 9.03 (2×7,5 km) | Canmore 11.03 (10 km F) | Canmore 12.03 (10 km C) | STK |
| Galewicz    | –                 | –                   | –                    | –  | –                           | –                     | –                  | –                    | –                       | –                       | –                          | –                         | –                      | –                         | –                     | –                            | –                            | –   | –                    | 52                                   | –                   | –                   | –                      | 69                   | 55                    | –                  | 48                     | –                    | –                         | –                  | –                     | –                   | –                       | –                       | –                       | –   |
| Kowalczyk   | 29                | 29                  | 8                    | 11 | 32                          | –                     | –                  | –                    | 8                       | 59                      | 19                         | 21                        | 14                     | 17                        | 18                    | 23                           | 29                           | 23  | –                    | –                                    | 48                  | 10                  | 34                     | 6                    | –                     | –                  | 14                     | 51                   | 5                         | 31                 | 17                    | 7                   | 13                      | 15                      | 6                       | 9   |
| Marcisz     | –                 | –                   | –                    | –  | –                           | –                     | –                  | –                    | –                       | –                       | –                          | –                         | –                      | –                         | –                     | –                            | –                            | –   | –                    | –                                    | –                   | –                   | –                      | 74                   | 68                    | 58                 | DNF                    | –                    | –                         | –                  | –                     | –                   | –                       | –                       | –                       | –   |

### Mężczyźni
| Zawodnik | Ruka 27.11 (SP C) | Ruka 28.11 (10 km F) | Ruka 29.11 (15 km C) | RT | Lillehammer 5.12 (2×15 km) | Davos 12.12 (30 km F) | Davos 13.12 (SP F) | Toblach 19.12 (SP F) | Toblach 20.12 (15 km C) | Lenzerheide 1.01 (SP F) | Lenzerheide 2.01 (30 km C) | Lenzerheide 3.01 (10 km F) | Oberstdorf 5.01 (SP C) | Oberstdorf 6.01 (15 km C) | Toblach 8.01 (10 km F) | Val di Fiemme 9.01 (15 km C) | Val di Fiemme 10.01 (9 km F) | TdS | Planica 16.01 (SP F) | Nové Město na Moravě 23.01 (15 km F) | Drammen 3.02 (SP C) | Oslo 6.02 (50 km C) | Sztokholm 11.02 (SP C) | Falun 13.02 (10 km C) | Falun 14.02 (15 km F) | Lahti 20.02 (SP F) | Lahti 21.02 (2×15 km) | Gatineau 1.03 (SP F) | Montreal 2.03 (17,5 km C) | Quebec 4.03 (SP F) | Quebec 5.03 (15 km F) | Canmore 8.03 (SP C) | Canmore 9.03 (2×15 km) | Canmore 11.03 (15 km F) | Canmore 12.03 (15 km C) | STK |
| Antolec  | 75                | 69                   | 67                   | 66 | –                          | 55                    | –                  | 80                   | 79                      | 80                      | LAP                        | –                          | –                      | –                         | –                      | –                            | –                            | DNF | 69                   | 58                                   | –                   | –                   | –                      | 89                    | 63                    | 69                 | 57                    | –                    | –                         | –                  | –                     | –                   | –                      | –                       | –                       | –   |
| Klisz    | –                 | –                    | –                    | –  | –                          | 78                    | –                  | –                    | –                       | 89                      | LAP                        | –                          | –                      | –                         | –                      | –                            | –                            | DNF | –                    | 73                                   | –                   | –                   | –                      | 88                    | 87                    | 71                 | 67                    | –                    | –                         | –                  | –                     | –                   | –                      | –                       | –                       | –   |
| Motor    | 53                | 82                   | 77                   | 77 | –                          | –                     | 59                 | –                    | –                       | –                       | –                          | –                          | –                      | –                         | –                      | –                            | –                            | –   | –                    | –                                    | –                   | –                   | –                      | –                     | –                     | –                  | –                     | –                    | –                         | –                  | –                     | –                   | –                      | –                       | –                       | –   |
| Staręga  | 45                | 63                   | 57                   | 56 | –                          | –                     | 8                  | 29                   | 51                      | 43                      | 80                         | 80                         | 27                     | DNS                       | –                      | –                            | –                            | DNF | 32                   | –                                    | –                   | –                   | 24                     | –                     | –                     | 45                 | –                     | 23                   | 45                        | 5                  | 51                    | 30                  | LAP                    | –                       | –                       | DNF |